# ATP Challenger Astana (2010–2014)
Das ATP Challenger Astana (offizieller Name: Astana Cup) war ein Tennisturnier in Astana, das in den Jahren 2010, 2011 und 2014 ausgetragen wurde. Es war Teil der ATP Challenger Tour und wurde im Freien auf Hartplatz gespielt.

## Liste der Sieger

### Einzel
| Jahr                        | Sieger           | Finalgegner           | Ergebnis        |
| --------------------------- | ---------------- | --------------------- | --------------- |
| 2014                        | Andrei Golubew   | Gilles Müller         | 6:4, 6:4        |
| 2012–2013: keine Austragung |                  |                       |                 |
| 2011                        | Rainer Schüttler | Teimuras Gabaschwili  | 7:66, 4:6, 6:4  |
| 2010                        | Igor Kunizyn     | Konstantin Krawtschuk | 4:6, 7:65, 7:63 |

### Doppel
| Jahr                        | Sieger                        | Finalgegner                        | Ergebnis          |
| --------------------------- | ----------------------------- | ---------------------------------- | ----------------- |
| 2014                        | Sjarhej Betau Aljaksandr Bury | Andrei Golubew Jewgeni Koroljow    | 6:1, 6:4          |
| 2012–2013: keine Austragung |                               |                                    |                   |
| 2011                        | Karan Rastogi Vishnu Vardhan  | Harri Heliövaara Denys Moltschanow | 7:63, 2:6, [10:8] |
| 2010                        | Michail Jelgin Nikolaus Moser | Wu Di Zhang Ze                     | 6:0, 6:4          |